# Isla Guar
L'Isla Guar (o Huar) è un'isola dell'arcipelago di Calbuco del Cile meridionale, situata a sud di Puerto Montt al centro del Seno Reloncaví. Appartiene alla regione di Los Lagos e alla provincia di Llanquihue; è amministrata dal comune di Calbuco. L'isola ha una popolazione stimata di 1 750 abitanti.
Guar è la seconda isola per grandezza, ha una superficie di 36 km², e si trova a nord-est di Puluqui, l'isola maggiore dell'arcipelago. Dista circa 22 km da Puerto Montt e 15 km da Calbuco. Accostata alla sua estremità settentrionale si trova la piccola Isla Malliña, più a nord è situata la Isla Maillén, che appartiene al comune di Puerto Montt